# Woody Omens
Woody Omens (* in Chicago, Illinois) ist ein US-amerikanischer Kameramann.

## Leben
Omens absolvierte ein Studium der Kunst und Malerei am Art Institute of Chicago, welches er 1959 abschloss. Im Anschluss entdeckte er mit dem Umweg über die Fotografie sein Interesse an der Kameraarbeit und zog schließlich mit Frau und Kind nach Los Angeles, wo er an der University of Southern California’s School of Cinema-Television ein weiteres Studium aufnahm. Sein Abschluss erfolgte 1965.
Im Anschluss war Omens als Materialassistent und Kameraassistent für 16-mm-Dokumentationen tätig. Er ging dann als Kameramann in die Werbeindustrie, war aber weiterhin an Dokumentationen beteiligt.
Im Jahr 1972 war er mit Hal Riney sowie Dick Snider an der Produktion des Kurzfilms Somebody Waiting, einer Dokumentation, beteiligt. Omens übernahm hierbei auch die Kameraarbeit. Hierfür waren die drei auch in der Kategorie Bester Dokumentar-Kurzfilm für den Oscar nominiert.
1978 war Omens erstmals als Chefkameramann tätig. Im folgenden Jahrzehnt war er vorrangig an Fernsehserien und -filmen beteiligt. 1988, 1989 sowie 1992 folgten drei Kinofilme mit Eddie Murphy in der Hauptrolle, daran anschließend beendete er seine Karriere als Kameramann. Er entschied sich an der University of California zu lehren. 2004 wurde er emeritiert.
In den Jahren 1998 bis 1999 war er als Präsident der American Society of Cinematographers tätig. Zusammen mit Michael Margulies rief er 1985 die ASC Outstanding Achievement Awards ins Leben.
2006 wurde Omens mit dem ASC President’s Award ausgezeichnet. In den Jahren 1986 bis 1988 gewann er je einen Emmy für seine Arbeit an verschiedenen Fernsehproduktionen. Im Jahr 1988 erhielt er einen ASC Award.

## Filmografie (Auswahl)
- 1978: Weihnachtsmänner haben’s schwer (The Man in the Santa Claus Suit)
- 1980–1981: Magnum (Magnum P.I, Fernsehserie, 4 Folgen)
- 1981: Mel Brooks – Die verrückte Geschichte der Welt (History of the World, Part I)
- 1983: Grace Kelly
- 1984: Der Strich gehört der Polizei (The Red-Light Sting)
- 1985: Big Trouble in Hongkong (Blade in Hongkong)
- 1985: Früher Frost (An Early Frost, Fernsehfilm)
- 1987: Todesspiele (I Saw What You Did)
- 1988: Der Prinz aus Zamunda (Coming to America)
- 1989: Harlem Nights
- 1992: Boomerang